# Renzo Martini
Renzo Martini (né à Venise le 15 août 1938 et mort dans la même ville le 17 janvier 2019) est un acteur italien.

## Biographie
Renzo Martini a collaboré à divers films italiens et étrangers, à des séries allemandes (Inspecteur Derrick, Tatort entre-autres), à la mini-série française Les visiteurs (1980) et Cinéma 16 et au film américain Casanova (2005).
Dans le cinéma italien, il a collaboré à Il delitto Matteotti (1973), réalisé par Florestano Vancini, Nero veneziano (1978), réalisé par Ugo Liberatore, La partita (1988) réalisé par Carlo Vanzina et Panni sporchi (1999), réalisé par Mario Monicelli.